# Roger Hedgecock
Roger Hedgecock, né le 2 mai 1946 à Coupton, dans la banlieue de Los Angeles, est un animateur de radio conservateur américain et ancien maire de la ville de San Diego de 1983 à 1985.
Son émission radiophonique, The Roger Hedgecock Show, est diffusée à l'échelle nationale sur le réseau Radio America, selon le processus de diffusion connu sous le nom de « syndication ».